# Aleksander Bowin

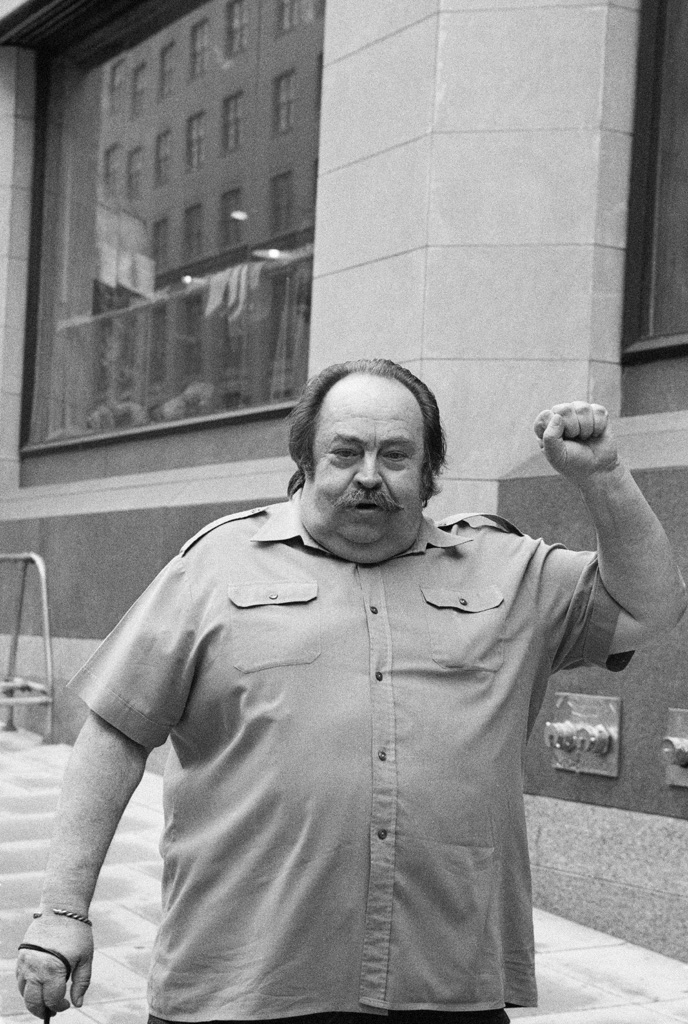

Aleksander Bowin (ros. Бо́вин Александр Евгеньевич; ur. 9 sierpnia 1930 w Leningradzie, zm. 27 kwietnia 2004 w Moskwie) – rosyjski dziennikarz i dyplomata.
W okresie ZSRR wieloletni komentator spraw zagranicznych; w Rosji kontynuował to zajęcie, prowadząc popularne programy radiowe i telewizyjne. Był także szefem wydziału dziennikarstwa w Rosyjskiej Państwowej Szkole Nauk Humanistycznych w Moskwie. Sprawował m.in. funkcję ambasadora w Izraelu.
Laureat nagród i odznaczeń państwowych, w tym Orderu Lenina.